# Mount Zion (Illinois)
Mount Zion es una villa ubicada en el condado de Macon en el estado estadounidense de Illinois. En el Censo de 2010 tenía una población de 5833 habitantes y una densidad poblacional de 536,09 personas por km².

## Geografía
Mount Zion se encuentra ubicada en las coordenadas 39°46′47″N 88°53′7″O / 39.77972, -88.88528. Según la Oficina del Censo de los Estados Unidos, Mount Zion tiene una superficie total de 10.88 km², de la cual 10.87 km² corresponden a tierra firme y (0.07%) 0.01 km² es agua.

## Demografía
Según el censo de 2010, había 5833 personas residiendo en Mount Zion. La densidad de población era de 536,09 hab./km². De los 5833 habitantes, Mount Zion estaba compuesto por el 96.49% blancos, el 0.72% eran afroamericanos, el 0.14% eran amerindios, el 1.08% eran asiáticos, el 0.03% eran isleños del Pacífico, el 0.21% eran de otras razas y el 1.34% pertenecían a dos o más razas. Del total de la población el 1.37% eran hispanos o latinos de cualquier raza.